# Chiến dịch Việt Bắc
Chiến dịch Việt Bắc Thu - Đông 1947 là chiến dịch phản công của lực lượng vũ trang nước Việt Nam Dân chủ Cộng hòa trước Cuộc hành quân Léa do quân đội Pháp thực hiện tại phía Bắc Việt Nam trong Chiến tranh Đông Dương.
Quân Pháp thu được một số thành công chiến thuật (chiếm giữ được một số khu vực tại biên giới giáp Trung Quốc), nhưng về chiến lược tổng thể thì đây là một thất bại của quân Pháp, vì không thể tiêu diệt đầu não chính phủ kháng chiến và quân chủ lực của Việt Nam Dân chủ Cộng hòa. Ý đồ "đánh nhanh thắng nhanh" nhằm kết thúc sớm việc xâm chiến Việt Nam lần thứ 2 của Pháp đã thất bại sau chiến dịch này

## Bối cảnh
Việt Bắc là nơi có địa thế hiểm trở, hạn chế cả về cơ động và tầm quan sát, khả năng triển khai lực lượng lớn và phương tiện chiến đấu hiện đại, khi tiến công tiến hành tác chiến lớn phải theo mùa... nên ngay từ tháng 8 năm 1945, Trung ương Đảng và Chủ tịch Hồ Chí Minh đã giao cho Phạm Văn Đồng và Nguyễn Lương Bằng ở lại Tân Trào một thời gian, trực tiếp chỉ đạo củng cố khu căn cứ của Trung ương.
Đến cuối tháng 10 năm 1946 (trước ngày Toàn quốc kháng chiến), thực hiện chỉ thị của Chủ tịch Hồ Chí Minh, Nguyễn Lương Bằng từ Hà Nội trở lại Việt Bắc chuẩn bị căn cứ địa kháng chiến. Các huyện Chợ Đồn (Bắc Cạn), Chiêm Hoá, Sơn Dương (Tuyên Quang), Định Hóa, Đại Từ (Thái Nguyên), được chọn làm An toàn khu (ATK). Bắt đầu từ tháng 11 năm 1946, để bảo toàn lực lượng, các cơ quan Trung ương Đảng, Chính phủ, Mặt trận, Bộ Tổng chỉ huy lần lượt rời Hà Nội lên Việt Bắc để lãnh đạo, tổ chức kháng chiến lâu dài. Các binh công xưởng, xí nghiệp, nhà máy, gần 63 nghìn nhân dân miền xuôi và hàng vạn tấn máy móc, nguyên vật liệu được vận chuyển, sơ tán lên Việt Bắc để vừa sản xuất vừa tiếp tục chiến đấu.
Đầu năm 1947, sau khi giải pháp chính trị lập chính phủ bù nhìn bế tắc, thực dân Pháp đã quyết định dùng quân sự để giải quyết vấn đề Chiến tranh Đông Dương. Tướng Salan được chính phủ Pháp cử sang Bắc kỳ thay thế đại tá Dèbes trong chức vụ Chỉ huy quân lực Pháp ở Bắc Đông Dương. Tướng Valluy vẫn giữ chức Chỉ huy tối cao quân đội viễn chinh thay thế Leclerc từ hồi tháng 6 năm 1946.
Tướng Jean-Etienne Valluy (Valuy) – Tổng tư lệnh quân đội Pháp ở Đông Dương đã giao cho tướng Raoul Salan (Xalăng) – Tư lệnh quân đội Pháp ở Bắc Đông Dương gấp rút chuẩn bị "Kế hoạch tấn công Việt Bắc". Valluy và Salan nghiên cứu một cuộc hành quân đại quy mô vào vùng Việt Bắc mục đích phá vỡ các tổ chức quân sự dân sự của Việt minh, lùng bắt chính phủ Hồ Chí Minh và đặt các căn cứ kiểm soát vùng biên giới Hoa - Việt.
Sau khi chiếm vùng đồng bằng Bắc Bộ và các đô thị lớn tại miền Bắc, theo chiến lược "đánh nhanh thắng nhanh", quân Pháp mở cuộc tấn công mới lên chiến khu Việt Bắc nhằm tiêu diệt đầu não kháng chiến của Việt Minh đang đóng tại đây, hoàn tất việc tái chiếm Đông Dương.
Kế hoạch tấn công dự kiến chia làm hai bước:
- Bước 1: Mang mật danh Léa (Lê-a), mục tiêu đánh chiếm là khu tam giác Bắc Kạn – Chợ Đồn – Chợ Mới.
- Bước 2: Mang mật danh Ceinture (Xanh-tuy), tức là "Siết chặt vành đai", quân Pháp sẽ tập trung lực lượng càn quét khu tam giác: Bắc Cạn - Chợ Chu – Chợ Mới, lấy vùng Chợ Chu làm mục tiêu trọng điểm.

Cuộc hành quân mệnh danh là LÉA, lấy tên một ngọn đèo cao 1362 mét trên đường thuộc địa số 3 giữa Bắc Kạn và Cao Bằng. Mục tiêu của Pháp là: "Diệt và bắt cơ quan đầu não của Việt Minh, tìm diệt chủ lực, phá tan căn cứ địa Việt Bắc, bịt kín, khóa chặt biên giới Việt–Trung, ngăn chặn không cho Việt Minh tiếp xúc với Trung Quốc và loại trừ mọi chi viện từ bên ngoài vào. Truy lùng Việt Minh đến tận sào huyệt, đánh cho tan tác mọi tiềm lực kháng chiến của họ…"

### Lực lượng hai bên
Lực lượng Pháp tham gia tiến công trên 15.000 quân, gồm: 
- Năm trung đoàn bộ binh: Trung đoàn Maroc số 6 (6eRTM), Trung đoàn Bộ binh Thuộc địa Maroc (RICM), Trung đoàn Bộ binh Thuộc địa số 4 (4e - RIC), Trung đoàn Bộ binh Lê dương số 3 (3e REI) và một trung đoàn do Coste (Cô-xtơ) chỉ huy.
- Ba tiểu đoàn dù, hai tiểu đoàn pháo binh, hai tiểu đoàn công binh, ba đại đội cơ giới
- Hai phi đội với 40 máy bay, ba thủy đội xung kích với 40 tàu, xuồng.

Về phía Việt Minh, lực lượng quân đội trên toàn quốc có 105.990 người (Bắc Bộ có 45.802 người); biên chế thành 20 trung đoàn, có hai trung đoàn 147 và 165 của Bộ và nhiều tiểu đoàn độc lập của khu và của Bộ. Trang bị của các đơn vị đều thiếu thốn và không thống nhất, có gì dùng nấy. Một tiểu đoàn thường chỉ được trang bị tương đương với 1 đại đội của Pháp, với 2 đại liên, 1-2 súng cối 60mm, 8 trung liên, 140 đến 160 súng trường các loại (Nhật, Liên Xô, Pháp, v.v.); hơn một nửa quân số phải dùng các vũ khí thô sơ như súng kíp tự chế và cả gươm giáo, cung tên. Chỉ có một số tiểu đoàn của Bộ là có pháo 20 mm, trọng liên 13,2 mm, 12,7 mm và súng cối 81 mm. Vũ khí chống tăng thì rất thô sơ (chỉ có duy nhất 2 loại là lựu đạn và bom ba càng), xe cơ giới và máy bay thì không hề có.
Bộ đội và cán bộ chỉ huy các cấp chưa được huấn luyện thành thục về kỹ thuật, chiến thuật. Trình độ và khả năng chiến đấu giữa các đơn vị không đồng đều. Trừ Trung đoàn Thủ đô và Trung đoàn Lạng Sơn đã được thử thách qua chiến đấu, phần lớn các đơn vị còn lại chưa hề qua chiến đấu, trình độ kỹ chiến thuật của bộ đội, trình độ tổ chức chỉ huy của cán bộ, tình hình trang bị không cho phép tiến hành những trận đánh lớn. Các binh chủng pháo binh, công binh chưa được tổ chức thành đơn vị. Phương tiện thông tin liên lạc và vận tải thiếu nhiều, chủ yếu là liên lạc chạy bộ. Chỉ có Bộ, Khu và trung đoàn là có vô tuyến điện, từ tiểu đoàn trở xuống liên lạc bằng chạy chân và tín hiệu thủ công. Cung cấp, tiếp tế hậu cần rất khó khăn, chủ yếu dựa vào chính quyền và nhân dân địa phương. Điểm mạnh duy nhất là tinh thần chiến đấu, khả năng chịu đựng gian khổ hy sinh của bộ đội và sự hỗ trợ, đùm bọc của nhân dân địa phương.
Riêng trên địa bàn chiến dịch, Việt Minh có 7 trung đoàn bộ binh, tổng cộng 18 tiểu đoàn chủ lực (trong đó có hai tiểu đoàn của Bộ), 30 đại đội độc lập, 4.228 dân quân du kích tập trung; ngoài ra còn có lực lượng tự vệ của các thị xã, thị trấn, công xưởng trên toàn Quân khu Việt Bắc. Pháo binh chỉ có tất cả là bốn khẩu (ba khẩu sơn pháo 75mm, một khẩu 70mm). Vũ khí phòng không có hai pháo 20 mm, hai khẩu 13,2 mm và sáu khẩu 12,7 mm.
Chiến dịch do Bộ Tổng chỉ huy trực tiếp chỉ huy, Võ Nguyên Giáp làm chỉ huy trưởng. Sở chỉ huy cơ bản ở Yên Thông; đến chiều 20 tháng 10 năm 1947, chuyển sang Tràng Xá (Thái Nguyên). Giai đoạn 2 chuyển về vùng Lục Rã, Quảng Nạp.

## Diễn biến

### Giai đoạn 1
Pháp huy động 12.000 quân cùng với hầu hết máy bay ở Đông Dương. Chiến dịch này bắt đầu ngày 7 tháng 10 năm 1947 với đạo quân gồm 800 lính đổ bộ xuống Bắc Kạn dưới quyền chỉ huy của đại tá Henri Sauvagnac, chiếm đóng các công sở, nhà thương, kho bạc, nhà máy đèn...
Valluy đã lầm lẫn lớn khi cho rằng thị xã Bắc Kạn là "Thủ đô mới" của Việt Minh. Valluy không hề biết rằng, trong suốt chiến tranh, không khi nào có cơ quan trung ương Việt Minh nào ở tại một thị xã, thị trấn, mà tất cả đã chia thành những bộ phận nhỏ, thường xuyên di chuyển, được sự che chở của nhân dân, nếu một bộ phận bị phá thì vẫn có những bộ phận khác thay thế.
Khi quân Pháp nhảy dù tập kích, lực lượng Việt Minh ở thị xã Bắc Cạn chỉ có một bộ phận của tiểu đoàn 49, Trường võ bị Trần Quốc Tuấn lúc này cũng chỉ có một tiểu đoàn tân binh. Hai đơn vị nhỏ này chủ yếu nổ súng để bảo vệ cho nhân dân và một số cơ quan đóng ở đây tản cư rút vào rừng núi an toàn. Pháp phá được xưởng in tiền và công binh xưởng, một số kho tàng và thu được 10 triệu bạc Việt Nam của Ty Ngân khố, nhưng còn quá xa so với mục tiêu "phá huỷ tiềm năng chiến tranh của Việt Minh" mà Pháp đề ra.
Raoul Salan coi cuộc hành binh Léa ngày 7 tháng 10 năm 1947 là một đòn quyết định "đánh thẳng vào tim kẻ thù". Ông ta ngồi trên máy bay trực tiếp thị sát cuộc nhảy dù xuống thị xã Bắc Kạn. Lúc 11 giờ 35 phút, Sauvagnac từ mặt đất báo cáo qua vô tuyến điện: "Ông Hồ Chí Minh bị bắt đã yêu cầu chấm dứt chiến tranh". Salan vội bay về Hà Nội báo tin mừng với Sài Gòn. Cao uỷ Bollaert và quyền Tổng chỉ huy Battet bay ngay ra Hà Nội. Nhưng ít giờ sau, Salan đã biết mình lầm, đành phải xin lỗi. Hai quan chức trên quay về Sài Gòn sau khi đã trách mắng Salan nặng nề... Thực chất hôm ấy, lính dù bắt được một cụ già chững chạc, nói tiếng Pháp yêu cầu chấm dứt chiến tranh xâm lược nên tưởng lầm. Đó là cụ Nguyễn Văn Tố, Trưởng ban Thường trực Quốc hội. Lúc biết không phải là Chủ tịch Hồ Chí Minh, quân Pháp đã bắn chết cụ Tố khi cụ tìm cách chạy trốn.
Ngày 8 tháng 10 năm 1947, 200 lính dù Pháp khác đổ bộ xuống chiếm Chợ Đồn. Cùng lúc các lực lượng khác theo hai đường thủy-bộ. Đạo thủy quân dưới quyền chỉ huy của Trung tá Pierre Communal theo đường thủy ngược sông Đà, sông Gâm tiến chiếm Phủ Đoan ngày 12, chiếm Tuyên Quang ngày 13 và Chiêm Hoá ngày 17 tháng 10. Đạo bộ binh khoảng 8.000 quân do Đại tá André Beaufre chỉ huy, tiến từ Lạng Sơn dọc theo đường thuộc địa số 4 tiến qua Đồng Đăng, Na Chàm, Thất Khê, Đông Khê tới Cao Bằng ngày 12 tháng 10, rồi từ Cao Bằng dọc theo quốc lộ 3 xuống Bắc Kạn để bao vây Chiến khu Việt Bắc từ hướng Đông.
Từ ngày 8 tháng 10, các đại đội độc lập cùng quân dân du kích Việt Minh liên tiếp tập kích, quấy rối các vị trí: Chợ Đồn, Ngân Sơn, Chợ Rã, diệt hai trung đội Pháp. Đại đội bảo vệ 15 (đơn vị tiền thân của Bộ tư lệnh Cảnh vệ - Bộ Nội vụ và Lữ đoàn cận vệ 144 - Bộ Quốc phòng sau này) bảo vệ Trung ương Đảng, Chính phủ và các cơ quan trung ương khẩn trương sơ tán đến nơi an toàn.
Ngày 9 tháng 10, khẩu đội 12,7 mm của Đại đội 675, Trung đoàn 74 bố trí ở đồi Thiên Văn, thị xã Cao Bằng bắn rơi chiếc máy bay vận tải Junkers Ju 52 chở sĩ quan tham mưu chiến dịch Pháp đi thị sát chiến trường, 12 sĩ quan tham mưu, trong đó có Lambert, đại tá, phó tham mưu trưởng quân Pháp ở Bắc Đông Dương thiệt mạng. Việt Minh thu được bản kế hoạch tiến công Việt Bắc. Chiến sĩ liên lạc Nguyễn Danh Lộc của trung đoàn đã chạy bộ, vượt rừng, mang "bản kế hoạch tiến công Việt Bắc" về cho Bộ Tổng chỉ huy.
Ngày 13 tháng 10, Bộ Tổng chỉ huy đã khẩn trương điều chỉnh, tổ chức lại lực lượng. Lực lượng gồm các tiểu đoàn chủ lực của Bộ và khu. Cụ thể: 
- Mặt trận Sông Lô - Đường số 2 do Trần Tử Bình và Tạ Xuân Thu chỉ đạo. Nhiệm vụ là đánh quân thủy, bộ vận động, ngăn chặn tăng viện tiếp tế, tiến tới bẻ gãy gọng kìm phía tây.
- Mặt trận Bắc Kạn - Đường số 3 do Hoàng Văn Thái phụ trách. Nhiệm vụ tiêu diệt địch cơ động trên đường Bắc Kạn - Cao Bằng và nống ra xung quanh thị xã Bắc Kạn; bảo vệ cơ quan Trung ương.
- Mặt trận đường số 4 do Võ Nguyên Giáp trực tiếp theo dõi, chỉ đạo.

Chiều ngày 14 – 10, Thường vụ Trung ương Đảng họp thông qua Chỉ thị: "Phải phá tan cuộc tấn công mùa đông của giặc Pháp." Hội nghị nhận định: nếu biết lợi dụng khai thác những chỗ yếu của Pháp thì nhất định cuộc tiến công sẽ thất bại. Thường vụ nhất trí thực hiện ngay công thức "Đại đội độc lập, tiểu đoàn tập trung", nhất trí tổ chức ba mặt trận như báo cáo của Tổng chỉ huy Võ Nguyên Giáp. Kết thúc cuộc họp, Chủ tịch Hồ Chí Minh nói: "Tình hình cực kỳ rối ren về chính trị ở Pháp và phong trào đấu tranh ở các nước thuộc địa đã dẫn Pháp đến chỗ muốn sớm kết thúc chiến tranh Đông Dương. Chúng chỉ tiến công ồ ạt lúc đầu. Nếu ta thực hiện được đánh địch khắp nơi, buộc chúng dàn mỏng lực lượng đối phó, chúng sẽ thất bại. Ta giữ gìn được chủ lực qua mùa đông này là coi như thắng lợi. Nếu chuyến này không thắng nhanh để kết thúc chiến tranh thì cục diện sẽ đổi mới có lợi cho ta"
Trên khắp các mặt trận, quân Việt Minh ngăn chặn và đẩy lui bước tiến của quân Pháp, đặc biệt là thủy binh. Ngày 15 tháng 10, hai tiểu đoàn chủ lực của Bộ có một khẩu đội pháo phối hợp, tiến công vào 200 quân Pháp đóng tại Chợ Mới. Ngày 21, một tiểu đoàn của Trung đoàn Thủ đô tiến công một đại đội Pháp đóng trong Chợ Đồn. Ngày 22, tự vệ thị xã Tuyên Quang dùng địa lôi đánh phục kích ở kilômét số 7 trên Quốc lộ 2, diệt và làm bị thương gần 100 lính Pháp. Cùng với đó là 17 trận phục kích nhỏ trên đường Phủ Thông - Bắc Kạn, Chợ Mới - Bắc Kạn, đã làm cho quân Pháp nhụt chí, không dám sục sạo rộng ra ngoài vị trí đóng quân.
Nhận rõ chỗ yếu chí mạng của Pháp là vấn đề bảo đảm hậu cần, Bộ Tổng chỉ huy chủ trương "Đánh mạnh ở Mặt trận Sông Lô và đường 4, phá giao thông vận tải tiếp tế của địch, kết hợp chặt việc phát động nhân dân làm vườn không nhà trống, triệt nguồn tiếp tế tại chỗ của địch".
Pháo binh thực hiện nghi binh, cơ động linh hoạt, bố trí sát bờ sông, đã đánh hai trận phục kích vào trưa 24 tháng 10: một đoàn tàu Pháp năm chiếc từ Tuyên Quang xuống đến Đoan Hùng lọt vào trận địa phục kích của Trung đội Pháo binh Xuân Canh (Trung đội Pháo đài Xuân Canh - Hà Nội tháng 12 năm 1946) và Trung đội Lục tỉnh. Khi tàu chiến Pháp đổ bộ lên bờ sông thì bị bộ đội Việt Minh phục kích bằng sơn pháo và Bazooka, bị bắn chìm tại chỗ hai chiếc, toàn bộ quân Pháp trên tàu chết đuối; bắn hỏng nặng hai chiếc khác. Chiếc còn lại quay đầu về Tuyên Quang. Sau trận này, tuyến đường sông Lô bị cắt 10 ngày, Pháp phải thả dù tiếp tế cho Tuyên Quang và Chiêm Hoá. Báo chí Pháp gọi đây là "Thảm hoạ Đoan Hùng". 
Ngày 29 tháng 10, tiểu đoàn 374 trung đoàn 11 tổ chức trận địa phục kích đoạn đường Bản Sao - đèo Bông Lau. Tại đèo Bông Lau, đoàn xe 30 chiếc của quân Pháp lọt vào ổ phục kích của bộ đội và chịu thương vong khá lớn. Cả đoàn xe, có cả xe bọc thép hộ tống, với khoảng 250 binh lính bị diệt và bị bắt (một số ít bỏ chạy vào rừng sâu). Bộ đội thu chiến lợi phẩm rồi đốt xe, Việt Minh chỉ mất một chiến sĩ, bị thương năm người.
Kinh nghiệm đánh hai trận Sông Lô và Bông Lau nhanh chóng được phổ biến trên toàn chiến trường Việt Bắc, mở đầu cho hàng loạt trận phục kích lớn sau này. Bộ Tổng chỉ huy quyết định tặng danh hiệu "Tiểu đoàn Bông Lau" cho Tiểu đoàn 374.
Do sự chống trả quyết liệt của Việt Minh mà cuộc tiến công diễn ra không thuận lợi, hai mũi tiến công đã không hợp vây được với quân nhảy dù.
Việt Minh liên tiếp tấn công trên mặt trận Đường số 3, Đường số 4, sông Lô. Quân đội Việt Minh đã chủ động bao vây và tiến công quân Pháp ở Chợ Mới, Chợ Đồn, Chợ Rã, Ngân Sơn, Bạch Thông (nay thuộc Bắc Kạn), v.v. Quân Pháp buộc phải rút lui cục bộ: ngày 28 tháng 10 rời bỏ Bản Thi, Yên Thịnh. Ngày 13 tháng 11 rút khỏi Chợ Đồn, ngày 16 rút khỏi Chợ Rã, Ngân Sơn. Kế hoạch Léa bị phá sản.

### Giai đoạn 2
Ngày 20 tháng 11, Pháp mở đợt tấn công mới Ceinture. Từ ngày 19 tháng 11 đến ngày 14 tháng 12 năm 1947 quân Pháp hành quân càn quét vùng tứ giác Tuyên Quang - Thái Nguyên - Phủ Lạng Thương - Việt Trì, nơi trú đóng của các cơ quan chính phủ Việt minh, phá vỡ đài phát thanh, bắt được máy in giấy bạc, nhiều dụng cụ khí giới đủ loại, súng cá nhân, súng tự động và đại bác, bắt giữ hơn 1.000 người Việt, giải thoát các con tin người Pháp, chiếm lại được mỏ kẽm Tĩnh Túc (Cao Bằng) và mỏ chì (Tuyên Quang) và có tin đồn là họ đã suýt bắt được cơ quan đầu não của Việt minh. Về sau có một giai thoại nói rằng: "Hồ Chí Minh và Võ Nguyên Giáp nấp sau một bụi cây khi quân Pháp đi tới, Giáp tưởng sẽ bị bắt, nhưng rồi quân Pháp đi qua không trông thấy nên hai người thoát được."
Quân Pháp thiệt hại khá nhiều, nhất là bộ binh của Đại tá André Beaufre. Qua cơn bất ngờ lúc đầu, bộ đội Việt Minh tổ chức các ổ phục kích trên đường thuộc địa số 4 (RC4) Lạng Sơn - Cao Bằng, đánh các đoàn công-voa và các đồn bót do Pháp đặt rải rác để giữ trục giao thông đó. Trong đợt 2, Quân Việt Minh đánh trên sông Gâm đoạn từ Chiêm Hóa về Tuyên Quang, phủ Lạng Thương, Km 6 Đường Tuyên Quang – Trung Giang. Pháp phải rút khỏi thị xã Tuyên Quang, Chợ Chu.
Nhiều chiến trường khác có những hoạt động chiến đấu phối hợp với chiến trường Việt Bắc. Ở Hà Nội, bộ đội biệt động hoạt động mạnh trong nội thành, diệt trừ Trương Đình Tri, thủ hiến Bắc Kì Việt Nam. Du kích quấy rối ở Chèm, Cầu Giấy, Văn Điển, Vĩnh Tuy. Đại đội độc lập phối hợp với du kích tập kích ở Đan Phượng, Hoài Đức và Cần Kiệm (Thạch Thất). Cuộc tổng phá tề ở ngoại thành Hà Nội đã bắt giữ gần 300 tề. Ở nam phần Bắc Ninh, toàn bộ tề bị phá. Khu 14, bộ đội Tây tiến giải phóng Chiềng Sai. Ở Nam Bộ, bộ đội Gia Định phục kích tại Gò Nổi. Nửa đêm 14 tháng 11 năm 1947, tất cả các vị trí Pháp ở ven Sài Gòn: Thị Nghè, Gia Định, Gò Vấp, Bến Cát, Bà Quẹo, Bà Điểm, Phú Lộc, Phú Thọ, Ngã Năm đều bị tập kích. Bộ đội Thủ Dầu Một đánh phục kích ở Phú Văn Hưng. Trận phục kích trên đường Thủ Dầu Một - Phú Riềng phá 10 xe, diệt 60 lính Pháp. Ở Biên Hoà, Lộc Ninh, Tây Ninh, Tân An, Mỹ Tho, Vĩnh Long, Cần Thơ, nhiều vị trí bị tập kích.
Đêm 30 tháng 11, tiểu đoàn 160 cùng với một đại đội thuộc trung đoàn 72 và du kích thị xã Bắc Kạn tập kích đồn Phủ Thông, diệt hơn 50 lính đang canh gác. Đây là trận đầu tiên quân Pháp bị diệt trong công sự.
Sau khi không thể hợp vây, các chỉ huy Pháp quyết định rút lui khỏi Việt Bắc trong tháng 12. Ngày 6 tháng 12 rút khỏi Định Hóa; 7 tháng 12, rút Võ Nhai. Nắm chắc thời cơ, ngày 15 tháng 12, bộ đội trung đoàn 165 đánh trận phục kích xuất sắc tại đèo Giàng (trên Quốc lộ 3, giáp ranh giữa hai huyện Bạch Thông và Ngân Sơn của tỉnh Bắc Kạn), phá huỷ 17 xe, diệt 60 lính, thu 2 triệu tiền Đông Dương và nhiều vũ khí, quân dụng. Các cánh quân Pháp trên đường rút chạy đều bị đánh thiệt hại. Ngày 19 tháng 12, đại bộ phận quân Pháp rút khỏi Việt Bắc. Cuộc hành quân kết thúc.

## Kết quả
Toàn chiến dịch, Việt Minh tuyên bố đã loại khỏi vòng chiến đấu trên 6.000 lính Pháp và lính Việt phục vụ Pháp, bắt giữ hơn 270 lính. 18 máy bay bị bắn hạ, 16 tàu chiến, 38 ca nô bị đánh chìm, 255 xe các loại bị phá hủy. Việt Minh thu 2 pháo 105 mm, 7 pháo 75mm, 16 khẩu pháo 20mm, 337 súng các cỡ, 45 Bazooka, 1600 súng trường, hàng chục tấn quân trang, quân dụng. Quân đội Việt Minh hy sinh 260 người, bị thương 168 người, hỏng 1 pháo 75mm, mất 4 trung liên và 40 súng trường. Việt Minh hoàn thành nhiệm vụ đề ra: phá tan cuộc tấn công mùa đông của Pháp, bảo vệ cơ quan đầu não chỉ huy kháng chiến, bảo toàn và nâng cao sức chiến đấu của bộ đội chủ lực, bảo vệ căn cứ địa Việt Bắc.
Sau thất bại này, người Pháp không thể tiêu diệt đầu não kháng chiến của Việt Minh để kết thúc sớm cuộc chiến ở Đông Dương. Các đơn vị tinh nhuệ của Việt Minh vẫn được giữ vững. Họ phải chuyển từ chính sách đánh nhanh thắng nhanh sang đánh lâu dài với chiến lược Da vàng hóa chiến tranh - thành lập một chính phủ bù nhìn để "dùng người Việt đánh người Việt, lấy chiến tranh nuôi chiến tranh". Trong khi đó lực lượng Việt Minh mạnh lên vì thu giữ được một số lượng lớn trang bị của Pháp.
Chiến dịch Việt Bắc được xem là thắng lợi lớn đầu tiên của Việt Minh trong cuộc chiến, đánh đổ kế hoạch "đánh nhanh thắng nhanh" của Pháp, buộc Pháp phải rơi vào thế bị động, rơi vào bẫy đánh lâu thắng lâu, kéo căng lực lượng do Việt Minh đã giăng sẵn. Chiến thắng này cũng khẳng định sức mạnh vật chất và tham vọng quân sự của thực dân Pháp không thể chiến thắng được bản lĩnh và trí tuệ Việt Nam